# Sóweczki
Sóweczki (Surniinae) – podrodzina ptaków z rodziny puszczykowatych (Strigidae).

## Zasięg występowania
Podrodzina obejmuje gatunki występujące na całym świecie (oprócz Australii i Antarktydy).

## Systematyka
Do podrodziny należą następujące rodzaje:
- Margarobyas Olson & W. Suárez, 2008 – jedynym przedstawicielem jest Margarobyas lawrencii (P.L. Sclater & Salvin, 1868) – gołonóg
- Taenioptynx Kaup, 1848
- Micrathene Coues, 1866 – jedynym przedstawicielem jest Micrathene whitneyi (J.G. Cooper, 1861) – kaktusówka
- Xenoglaux O’Neill & G.R. Graves, 1977 – jedynym przedstawicielem jest Xenoglaux loweryi O’Neill & G.R. Graves, 1977 – wąsówka
- Aegolius Kaup, 1829
- Surnia Duméril, 1805 – jedynym przedstawicielem jest Surnia ulula (Linnaeus, 1758) – sowa jarzębata
- Glaucidium Boie, 1826
- Athene Boie, 1822